# Hamgyŏng-pukto
Hamgyŏng-pukto (Koreaans: 함경 북도) is een provincie in Noord-Korea.
Hamgyŏng-pukto telt 2.037.234 inwoners. De oppervlakte bedraagt 16.365 km², de bevolkingsdichtheid is 124,5 inwoners per km². Het is de meest noordelijke provincie van Noord-Korea.

## Bestuurlijke indeling
De provincie Hamgyŏng-pukto bestaat uit 3 steden en 12 districten.

### Steden
- Ch'ŏngjin-si (청진시; 淸津市)
- Hoeryŏng-si (회령시; 會寧市)
- Kimch'aek-si (김책시; 金策市)

### Districten
- Hwasŏng-gun (화성군; 化城郡)
- Hwatae-gun (화대군; 花臺郡)
- Kilchu-gun (길주군; 吉州郡)
- Kyŏngsŏng-gun (경성군; 鏡城郡)
- Musan-gun (무산군; 茂山郡)
- Myŏngch'ŏn-gun (명천군; 明川郡)
- Onsŏng-gun (온성군; 穩城郡)
- Ŏrang-gun (어랑군; 漁郞郡)
- Puryŏng-gun (부령군; 富寧郡)
- Saepyŏl-gun (새별군 賽別郡)
- Ŭntŏk-gun (은덕군; 恩德郡)
- Yŏnsa-gun (연사군; 延社郡)